# Qatar-4b
Qatar-4b là một Sao Mộc nóng có quỹ đạo xoay quanh ngôi sao Qatar-4. Hành tinh này mất khoảng 1,8 ngày để quay quanh sao chủ. Qatar-4b được Cơ quan Khảo sát ngoại hành tinh Qatar (QES) phát hiện vào năm 2016.